# Agononida squamosa
Agononida squamosa is een tienpotigensoort uit de familie van de Munididae. De wetenschappelijke naam van de soort is voor het eerst geldig gepubliceerd in 1885 door Henderson.